# Чемпионат Азербайджана по дзюдо 2019
Чемпионат Азербайджана по дзюдо 2019 года проходил в Баку с 24 по 26 декабря. Соревнования среди мужчин и женщин проходили во Дворце спорта. Всего разыгрывалось 14 комплектов медалей. На турнире принимало участие 332 дзюдоиста.

## Медалисты

### Мужчины
| Весовая категория | Золото                             | Серебро                          | Бронза                                                                 |
| ----------------- | ---------------------------------- | -------------------------------- | ---------------------------------------------------------------------- |
| до 60 кг          | Яшар Наджафов Judo Club 2012       | Туран Байрамов СК «Атилла»       | Карамат Гусейнов СК «Габала», Баку Ровшан Алиев СОЦ «Гёмрюкчю»         |
| до 66 кг          | Орхан Сафаров СК «Нефтчи», Баку    | Ибрагим Алиев СО МВД             | Нурлан Османов Judo Club 2012 Вагиф Тарвердиев СК «Нефтчи», Баку       |
| до 73 кг          | Тельман Велиев СК «Нефтчи», Баку   | Метин Рзазаде СО МВД             | Паша Алиев СК «Атилла» Канан Гулузаде Judo Club 2012                   |
| до 81 кг          | Мурад Фатиев Judo Club 2012        | Фаган Гулузаде Judo Club 2012    | Араш Агаеи СК «Нефтчи», Баку Зелим Цкаев СК «Нефтчи», Баку             |
| до 90 кг          | Мамедали Мехдиев СК «Нефтчи», Баку | Руфат Исмаилов СОК МЧС           | Заур Дуньямалыев СК «TTF» Алиумар Тумаев СК «Нефтчи», Баку             |
| до 100 кг         | Аслан Мирзаев СК «Нефтчи», Баку    | Зелим Коцоев СК «Нефтчи», Баку   | Санан Ахмедов СК «Нефтчи», Сумгаит Абдулхагг Расуллу СК «Нефтчи», Баку |
| свыше 100 кг      | Шахин Гахраманов СК «Нефтчи», Баку | Ушанги Кокаури СК «Габала», Баку | Имран Юсифов СК «Габала», Габала Гусейн Мамедов Judo Club 2012         |

### Женщины
| Категория   | Золото                                | Серебро                            | Бронза                                                                     |
| ----------- | ------------------------------------- | ---------------------------------- | -------------------------------------------------------------------------- |
| до 48 кг    | Рамиля Алиева СК «Атилла»             | Кёнуль Алиева ДЮСШ-1, Гянджа       | Шахмаз Аскерова ДЮСШ-2, Сумгаит Шафаг Гамидова СК «Атилла»                 |
| до 52 кг    | Зейнаб Мамедова Judo Club 2012        | Сабина Гадирова СК «Мэхсул»        | Шафаг Мамедова СК «Нефтчи», Баку                                           |
| до 57 кг    | Мунхцедев Ичинхорлу СК «Нефтчи», Баку | Назакат Азизова СК «Атилла»        | Сакина Заирова СК «Нефтчи», Баку Гюнель Бекирзаде СК «Атилла»              |
| до 63 кг    | Айтадж Гардашханлы СЦ «Балаханы»      | Лейла Гусейнова СК «Зирва Апшерон» | Судаба Агаева СК «Атилла»                                                  |
| до 70 кг    | Гюнель Гасанлы СК «Зирва Апшерон»     | Аида Бахышова Judo Club 2012       | Хадиджа Рашидова «IDM», Сумгаит Наргиз Ибрагимова Judo Club 2012           |
| до 78 кг    | Нармин Амирли RKM                     | Гюнель Иманова Ширван              | Мехрибан Иманзаде СДЮСШОР-1, Сумгаит Айсель Имамвердиева СК «Габала», Баку |
| свыше 78 кг | Гёзаль Зутова ДЮСШ, Загатала          | Гонча Джафарли СК «Нефтчи», Баку   | Айтекин Пашазаде РКСШ, Исмаиллы                                            |

## Командные соревнования
В командных соревнованиях принимало участие 12 клубов среди мужчин и 7 клубов среди женщин.

### Мужчины
| Место | Клуб                    |
| ----- | ----------------------- |
| 1     | СК «Нефтчи»             |
| 2     | «Judo Club 2012»        |
| 3     | СК «Атилла» СК «Динамо» |

### Женщины
| Место | Клуб                         |
| ----- | ---------------------------- |
| 1     | СК «Нефтчи»                  |
| 2     | СК «Атилла»                  |
| 3     | «Judo Club 2012» СК «Мэхсул» |